# Hjältar dö aldrig
Hjältar dö aldrig (engelska: A Guy Named Joe) är en amerikansk dramafilm från 1943 i regi av Victor Fleming. I huvudrollerna ses Spencer Tracy, Irene Dunne och Van Johnson.
Steven Spielbergs film Always från 1989 är en nyinspelning av Hjältar dö aldrig, med Richard Dreyfuss, Holly Hunter och John Goodman i huvudrollerna. 

## Rollista i urval
- Spencer Tracy - Pete Sandidge
- Irene Dunne - Dorinda Durston
- Van Johnson - Ted Randall
- Ward Bond - Al Yackey
- James Gleason - "Nails" Kilpatrick
- Lionel Barrymore - generalen
- Barry Nelson - Dick Rumney
- Esther Williams - Ellen Bright
- Henry O'Neill - överste Sykes
- Don DeFore - James J. Rourke
- Charles Smith - Sanderson
- Addison Richards - major Corbett